# Eleccions presidencials de Portugal de 2021
Les eleccions presidencials de Portugal de 2021 (en portuguès: Eleições presidenciais portuguesas de 2021) és la desena elecció presidencial des de la revolució dels Clavells, i tindran lloc el 24 de gener de 2021 per tal d'elegir el president de la República per a un mandat de cinc anys.
Escollit per a un primer quinquenni l'any 2016 des de la primera volta, el president sortint Marcelo Rebelo de Sousa, exmembre del Partit socialdemòcrata, és reelegible per a un segon mandat. Des de 2015, Portugal és dirigit per un govern minoritari del Partit socialista conduït per António Costa.

## Context
Marcelo Rebelo de Sousa, president sortint, va ser elegit a la primera volta l'any 2016 amb el 52% dels vots. Va prendre possessió el 9 de març de 2016 davant de l'Assemblea de la República.
El president de la República portuguesa és elegit en escrutini uninominal majoritari a dues voltes per a un mandat de cinc anys, renovable una única vegada. És elegit el candidat que obté la majoria absoluta dels sufragis expressats a la primera volta. Sinó té lloc una segona volta dues setmanes més tard entre els dos candidats que han obtingut més vots, i qui treu més vots és elegit. Des de la revolució dels Clavells, l'any 1974, només les eleccions de 1986 van anar a la segona volta, entre el socialista Mário Soares, que finalment va guanyar, i el demòcrata-cristià Diogo Freitas do Amaral.
Tot candidat ha de disposar d'almenys 7.500 avals de ciutadans inscrits a les llistes electorals, la validesa dels quals és controlada pel Tribunal constitucional, i sotmetre la seva candidatura com més tard un mes abans de la primera volta. A les eleccions de 2016 es van presentar fins a 10 candidatures.

## Candidats

### Candidatures seleccionades
Les candidatures següents han estat seleccionades pel Tribunal constitucional en una decisió del 30 de desembre de 2020. Són aquí segons l'ordre d'aparició a les paperetes
| Candidat (nom i edat) i partit polític                           | Candidat (nom i edat) i partit polític | Candidat (nom i edat) i partit polític                                                             | Principal(s) funció(ns) política(s) en el moment de la campanya | Comentaris |
| ---------------------------------------------------------------- | -------------------------------------- | -------------------------------------------------------------------------------------------------- | --- | ---------- |
| Marisa Matias (44) Bloc d'Esquerra                               | Marisa Matias                          | Eurodiputada(des de 2009)                                                                          | Sociòleg, elegida eurodiputada tres vegades des de 2009, participa en l'elecció presidencial de 2016, arribant en 3a posició. Anuncia la seva candidatura el 5 de setembre de 2020. | BEMAS      |
| Marcelo Rebelo de Sousa (72) Candidat independent                |                                        | President de Portugal (des de 2016)                                                                | President sortint, electe des de la primera volta de l'elecció de 2016 amb 51,99 % dels sufragis. Ex-membre del PPD/PSD, oficialitza la seva nova candidatura el 7 de desembre de 2020 després de diversos mesos d'especulació. | PSDCDS     |
| Tiago Mayan Gonçalves (43) Iniciativa liberal                    |                                        | Freguesia de Aldoar, Foz do Douro i Nevogilde(des de 2017)                                         | Advocat, compromès al costat de Rui Moreira en les eleccions municipals de 2017 a Porto, és elegit per la freguesia d'Aldoar, Foz do Douro i Nevogilde, el seu primer mandat polític. Anuncia la seva candidatura el 25 de juliol de 2020.                                                                                          | ELL        |
| André Ventura (38) Chega!                                        | André Ventura                          | President de Chega! (des de 2019), Diputat per a Lisboa (des de 2019)                              | Comentarista per a CMTV i ex-membre del PPD/PSD, funda el partit Chega! l'any 2019 i és electe diputat per a Lisboa el mateix any. Les seves posicions conservadores i nacionalistes, així com les seves idees contra la comunitat gitana, han suposat repetides controvèrsies. Anuncia la seva candidatura el 8 de febrer de 2020. | CH         |
| Vitorino Silva "Tino de Rans"(49) Reaccionar, Incloure, Reciclar |                                        | President de Reaccionar, incloure, reciclar (des de 2019)                                          | Personalitat mediàtica, ex-alcalde de Rans (entre 1994 i 2002) sota l'etiqueta del Partit socialista, candidat a l'elecció presidencial de 2016 com independent abans de fundar el partit RIR l'any 2019. Anuncia la seva candidatura el 8 de setembre de 2020.                                                                     | RIR        |
| João Ferreira (42) Partit Comunista Portuguès                    | João Ferreira                          | Vicepresident del grup de la GUE/NGL al Parlament Europeu (des de 2019), Eurodiputat (des de 2009) | Biòleg de formació, és elegit eurodiputat per a Portugal l'any 2009, a continuació reelegit dues vegades abans d'esdevenir vicepresident del grup de la GUE/NGL al Parlament Europeu l'any 2019. La seva candidatura és oficialitzada el 12 de setembre de 2020.                                                                    | PCPPEV     |
| Ana Gomes (66) Partit socialista                                 | Ana Gomes                              | —                                                                                                  | Antiga diplomàtica i ex-eurodiputada inserida al PS, anuncia la seva candidatura el 8 de setembre de 2020, sense acord amb la direcció del seu partit. | PANL       |

### Candidatura rebutjada
- Eduardo Baptista (ES), militar de carrera, empresari,, candidatura rebutjada falta d'un nombre d'avals suficient[16][17][18]

### Candidatures abandonades
- Paulo Alves (JPP), ex-edil, empresari[19]
- Carla Bastos (PS), inspectora de finances[20]
- Orlando Cruz (ES), taxista jubilat[21]
- Gonçalo da Câmara Pereira (PPM), president del PPM, fadista[22]
- Bruno Fialho (PDR), president del PDR[23]
- Paulo Patinha Antão (ES), aturat[24]

## Resultats
Resum del 24 de gener de 2021 dels resultats de les presidencial portugueses
| Candidats                                                          | Candidats                         | Supporting parties                                                           | First round | First round |
| Candidats                                                          | Candidats                         | Supporting parties                                                           | Votes       | %           |
| ------------------------------------------------------------------ | --------------------------------- | ---------------------------------------------------------------------------- | ----------- | ----------- |
|                                                                    | Marcelo Rebelo de Sousa           | Partit Socialdemòcrata, Centre Democràtic Social / Partit Popular (Portugal) | 2,533,799   | 60.70       |
|                                                                    | Ana Gomes                         | Persones-Animals-Natura, LIVRE                                               | 541,345     | 12.97       |
|                                                                    | André Ventura                     | Chega!                                                                       | 496,653     | 11.90       |
|                                                                    | João Ferreira                     | Partit Comunista Portuguès, Partit Ecologista-Els Verds                      | 180,473     | 4.32        |
|                                                                    | Marisa Matias                     | Bloc d'Esquerra, Movimento Alternativa Socialista                            | 164,731     | 3.95        |
|                                                                    | Tiago Mayan Gonçalves             | Iniciativa Liberal                                                           | 134,427     | 3.22        |
|                                                                    | Vitorino Silva                    | Reagir Incluir Reciclar                                                      | 122,743     | 2.94        |
| Total vàlid                                                        | Total vàlid                       | Total vàlid                                                                  | 4,174,171   | 100.00      |
| Paperetes en blanc                                                 | Paperetes en blanc                | Paperetes en blanc                                                           | 47,041      | 1.10        |
| Paperetes no vàlides                                               | Paperetes no vàlides              | Paperetes no vàlides                                                         | 39,997      | 0.94        |
| Total                                                              | Total                             | Total                                                                        | 4,261,209   |             |
| Votants registrats / participació                                  | Votants registrats / participació | Votants registrats / participació                                            | 10,791,490  | 39.49       |
| Source: Resultats electorals Arxivat 2021-01-29 a Wayback Machine. |                                   |                                                                              |             |             |

| votació 1a volta | votació 1a volta | votació 1a volta | votació 1a volta | votació 1a volta |
| ---------------- | ---------------- | ---------------- | ---------------- | ---------------- |
|                  |                  |                  |                  |                  |

| <div style="background-color:#60.70; width: Error de l'expressió: Paraula no reconeguda "marcelo".px; height: 12px;"> | 1. f39c12 |

| <div style="background-color:#12.97; width: Error de l'expressió: Paraula no reconeguda "ana".px; height: 12px;"> | 1. FF66FF |

| <div style="background-color:#11.90; width: Error de l'expressió: Paraula no reconeguda "andr".px; height: 12px;"> | 1. 202056 |

| <div style="background-color:#4.32; width: Error de l'expressió: Paraula no reconeguda "jo".px; height: 12px;"> | 1. E03E1B |

| <div style="background-color:#3.95; width: Error de l'expressió: Paraula no reconeguda "marisa".px; height: 12px;"> | 1. 90260F |

| <div style="background-color:#3.22; width: Error de l'expressió: Paraula no reconeguda "tiago".px; height: 12px;"> | 1. 00ADEF |

| <div style="background-color:#2.94; width: Error de l'expressió: Paraula no reconeguda "vitorino".px; height: 12px;"> | LightSeaGreen |

| <div style="background-color:#2.04; width: Error de l'expressió: Paraula no reconeguda "blanc".px; height: 12px;"> | 1. DDDDDD |

### Mapes

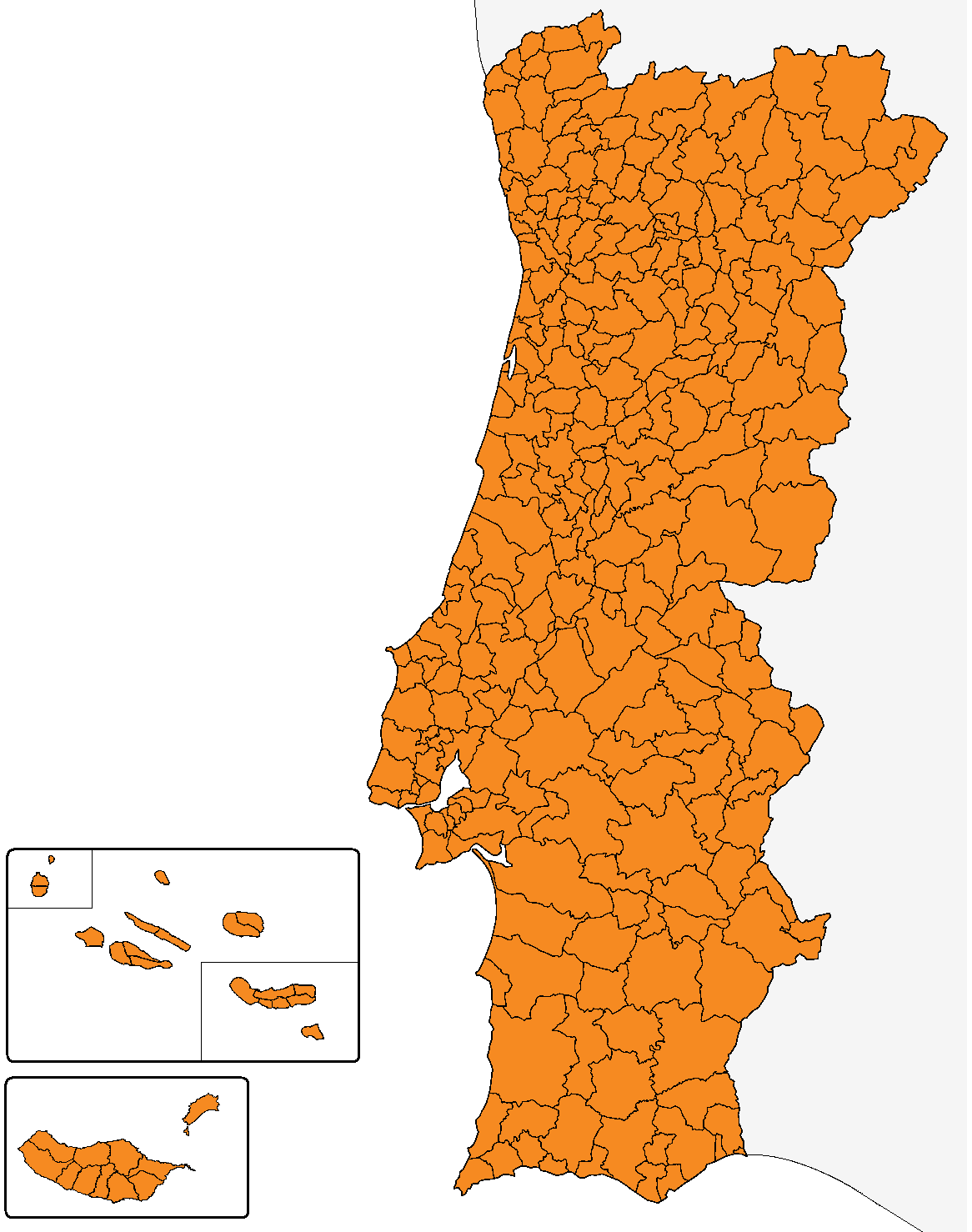
El candidat més votat per municipis: Marcelo - taronja.